# Giorgio Corbellini
Giorgio Corbellini (Travo, 20 april 1947 – Parma, 13 november 2019) was een Italiaans geestelijke en een bisschop van de Rooms-Katholieke Kerk.
Corbellini werd op 10 juli 1971 priester gewijd. Hij was tot 1981 werkzaam in het bisdom Piacenza, waarna hij werd overgeplaatst naar Rome. Daar vervolgde hij zijn studie aan de Pauselijke Lateraanse Universiteit. Vervolgens trad hij in dienst van de Romeinse Curie, waar hij onder meer werkzaam was voor de Pauselijke Commissie voor de Staat Vaticaanstad.
Op 3 juli 2009 werd Corbellini benoemd tot president van het Arbeidsbureau van de Heilige Stoel, waarbij hij tevens werd benoemd tot titulair bisschop van Abula. Zijn bisschopswijding vond plaats op 12 september 2009. In 2010 werd hij tevens president van de Disciplinaire Commissie van de Romeinse Curie.
In 2014 nam Corbellini gedurende tien maanden het presidentschap waar van de Financiële Autoriteit, na het aftreden van Attilio Nicora.
Corbellini overleed in 2019 op 72-jarige leeftijd.
- Gemeinsame Normdatei: 1043488308
- International Standard Name Identifier: 0000 0000 7819 8476
- Library of Congress Control Number: n88020292
- Nederlandse Thesaurus van Auteursnamen: 073312703
- Réseau des bibliothèques de Suisse occidentale: 02-A003134762
- Istituto Centrale per il Catalogo Unico: SBNV015942
- Système universitaire de documentation: 166615595
- Virtual International Authority File: 35993506
- WorldCat: E39PBJwX4hvj4bgCx34hfTDDv3